# Cherie Blair

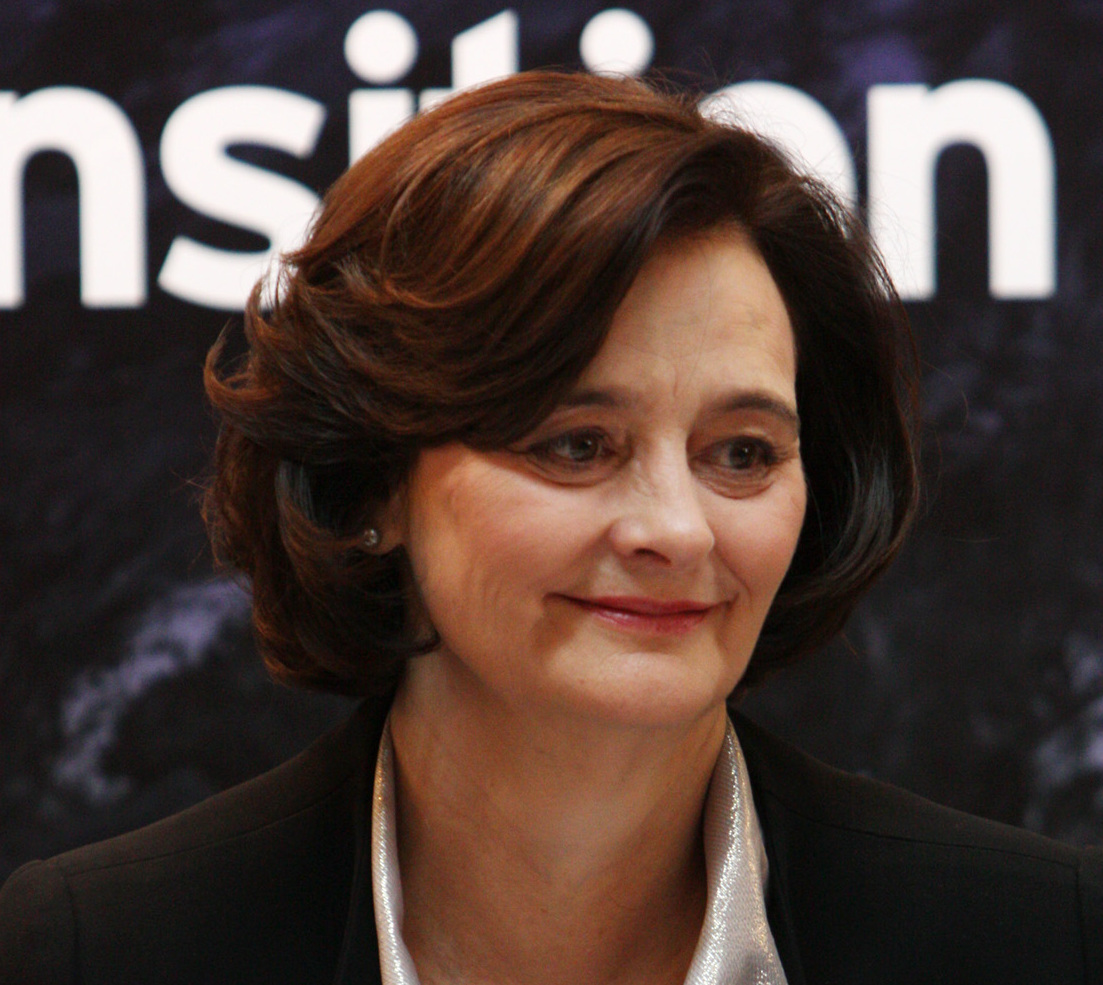
Cherie Blair

Cherie Blair (n 23 septembrie 1954 la Bury, Anglia), cunoscută profesional drept Cherie Booth QC, este un avocat foarte cunoscut. Ea este căsătorită cu Tony Blair, prim-ministru al Marii Britanii intre anii 1997-2007. Într-o emisiune recentă difuzată la sfârșitul anului 2006 de către canaul BBC3, ea a fost clasată pe locul trei dintre cele mai plictisitoare persoane din Marea Britanie.

## Viața
Tatăl său, actorul Tony Booth, a părăsit-o pe mama sa pe când Cherie avea opt ani. Cherie și sora sa, Lyndsey, au fost crescute de către mama lor Gale și de bunica paternă Vera Booth, o credincioasă romano-catolică devotată. Cherie și sora sa au urmat școala catolică din Crosby, Merseyside. Cherie a urmat mai apoi Seafield Convent Grammar care face parte în prezent din Sacred Heart Catholic College. Cherie are șase surori vitrege, inclusiv jurnalista Lauren Booth.
Ea a studiat mai apoi dreptul la London School of Economics unde a absolvit cu titlu de primă clasă. Mai târziu ea s-a clasificat în topul absolvenților la examenele de bar, în timp ce preda dreptul la University of Westminster. În 1976, pe când studia sa devină avocată, ea l-a cunoscut pe Tony Blair. S-au căsătorit pe 29 martie 1980, și au împreună patru copii: Euan, Nicky, Kathryn și Leo.